# Kőszegszerdahely

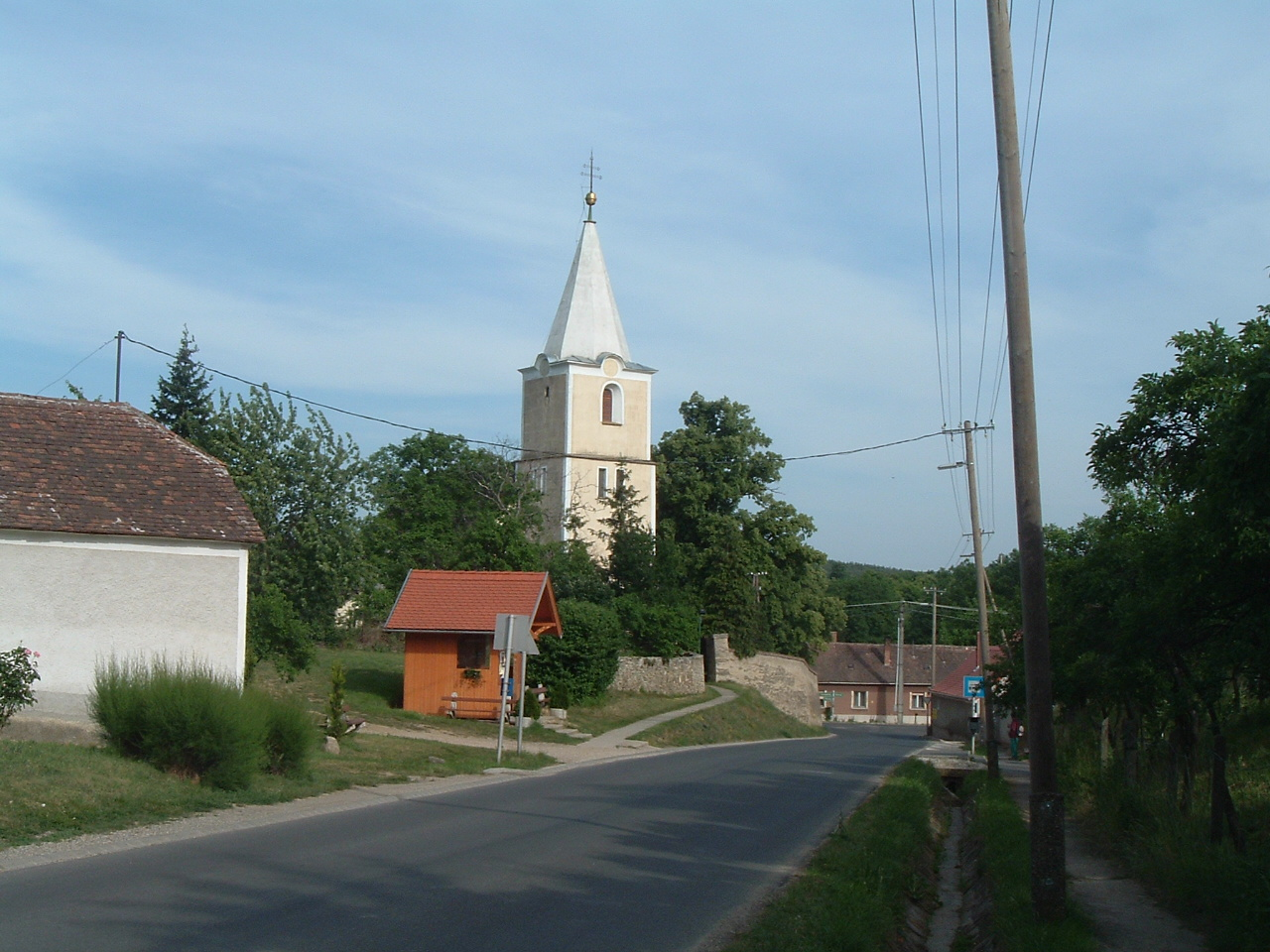
Kościół w Kőszegszerdahely

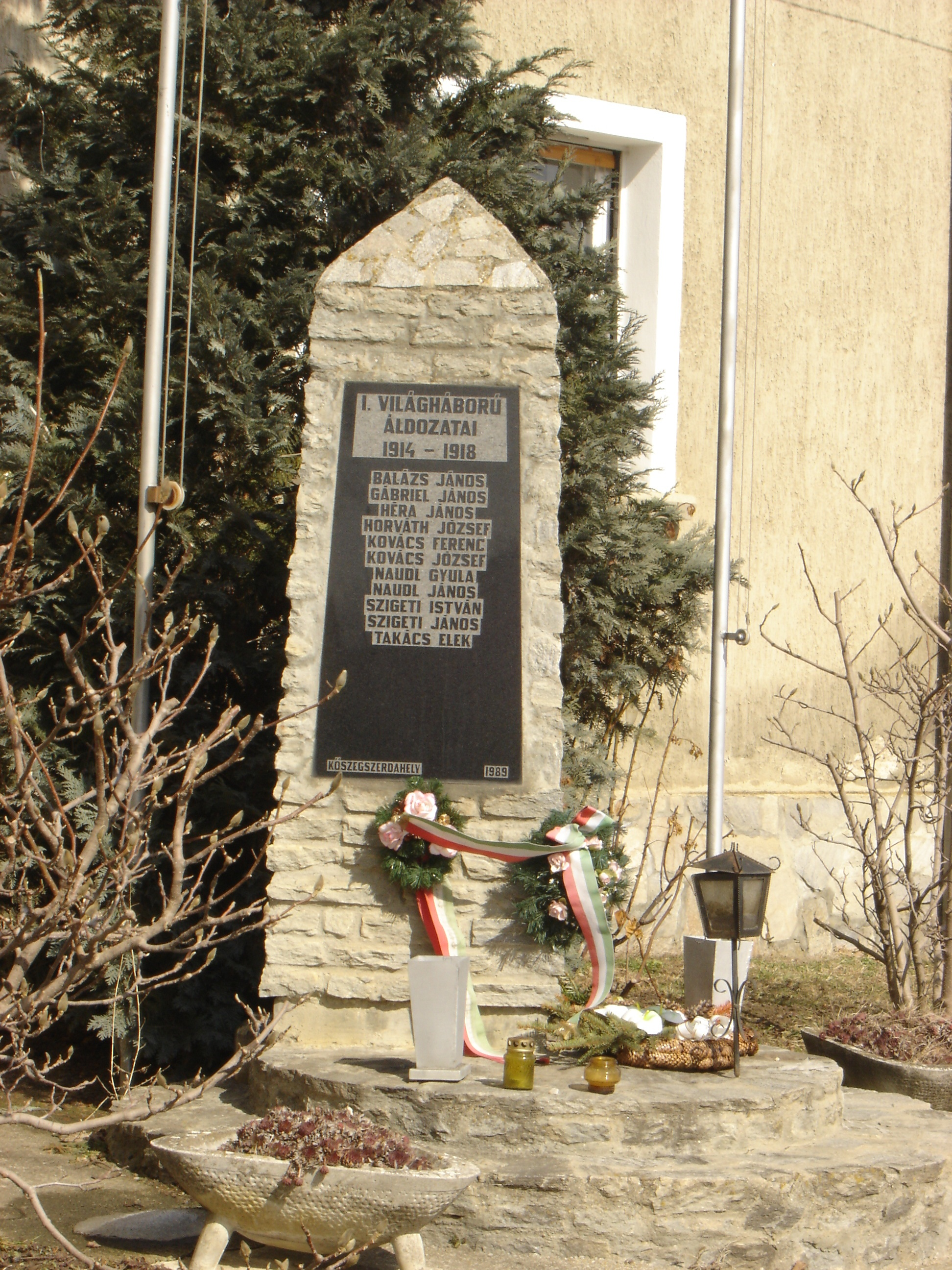
Pomnik osób z Kőszegszerdahely, które zginęły podczas I wojny światowej

Kőszegszerdahely – wieś na Węgrzech, w komitacie Vas, w powiecie Kőszeg.
Pierwsza wzmianka o miejscowości pochodzi z 1374 roku. We wsi znajduje się kościół pw. Wszystkich Świętych.
W 2014 zamieszkiwana przez 458, w 2015 przez 466 a w 2016 przez 464 osoby.
Burmistrzem jest Péter László Takács.